# S/S Haapaniemi
S/S Haapaniemi är ett finländskt ångfartyg, som tillverkades 1905 av Bröderna Friis Maskinverkstad (Weljekset Friisein Kokkolan Konepaja) i Karleby i Finland. Hon är 18 meter lång och 4 meter bred. 
S/S Haapaniemi har sin hemmahamn i Viitasaari i landskapet Mellersta Finland.